# Cantons del Pas de Calais

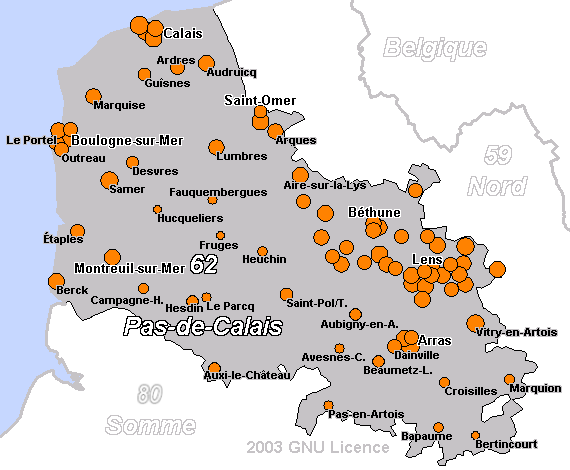
Tots els cantons

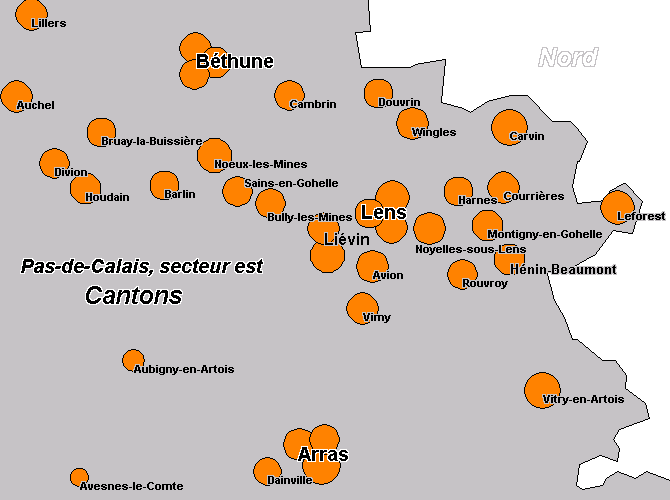
Sector est

Els Cantons del Pas de Calais (Alts de França) són 77 i s'agrupen en 7 districtes: 
- Districte d'Arràs (17 cantons - prefectura d'Arràs): cantó d'Arràs-Nord - cantó d'Arràs-Oest - cantó d'Arràs-Sud - cantó d'Aubigny-en-Artois - cantó d'Auxi-le-Château - cantó d'Avesnes-le-Comte - cantó de Bapaume - cantó de Beaumetz-lès-Loges - cantó de Bertincourt - cantó de Croisilles - cantó de Dainville - cantó d'Heuchin - cantó de Marquion - cantó de Pas-en-Artois - cantó de Saint-Pol-sur-Ternoise - cantó de Vimy - cantó de Vitry-en-Artois

- Districte de Béthune (14 cantons - subprefectura de Béthune) : cantó d'Auchel - cantó de Barlin - cantó de Béthune-Est - cantó de Béthune-Nord - cantó de Béthune-Sud - cantó de Bruay-la-Buissière - cantó de Cambrin - cantó de Divion - cantó de Douvrin - cantó de Houdain - cantó de Laventie - cantó de Lillers - cantó de Nœux-les-Mines - cantó de Norrent-Fontes

- Districte de Boulogne-sur-Mer (8 cantons - subprefectura de Boulogne-sur-Mer) : cantó de Boulogne-sur-Mer-Nord-Est - cantó de Boulogne-sur-Mer-Nord-Oest - cantó de Boulogne-sur-Mer-Sud - cantó de Desvres - cantó de Marquise - cantó d'Outreau - cantó de Le Portel - cantó de Samer

- Districte de Calais (5 cantons - subprefectura de Calais) : cantó de Calais-Centre - cantó de Calais-Est - cantó de Calais-Nord-Oest - cantó de Calais-Sud-Est - cantó de Guînes

- Districte de Lens (17 cantons - subprefectura de Lens) : cantó d'Avion - cantó de Bully-les-Mines - cantó de Carvin - cantó de Courrières - cantó d'Harnes - cantó d'Hénin-Beaumont - cantó de Leforest - cantó de Lens-Est - cantó de Lens-Nord-Est - cantó de Lens-Nord-Oest - cantó de Liévin-Nord - cantó de Liévin-Sud - cantó de Montigny-en-Gohelle - cantó de Noyelles-sous-Lens - cantó de Rouvroy - cantó de Sains-en-Gohelle - cantó de Wingles

- Districte de Montreuil (8 cantons - subprefectura Montreuil-sur-Mer) : cantó de Berck - cantó de Campagne-lès-Hesdin - cantó d'Étaples - cantó de Fruges - cantó de Hesdin - cantó de Hucqueliers - cantó de Montreuil - cantó de Le Parcq

- Districte de Saint-Omer (8 cantons - subprefectura de Saint-Omer): cantó d'Aire-sur-la-Lys - cantó d'Ardres - cantó d'Arques - cantó d'Audruicq - cantó de Fauquembergues - cantó de Lumbres - cantó de Saint-Omer-Nord - cantó de Saint-Omer-Sud